# Jeu de tactique au tour par tour

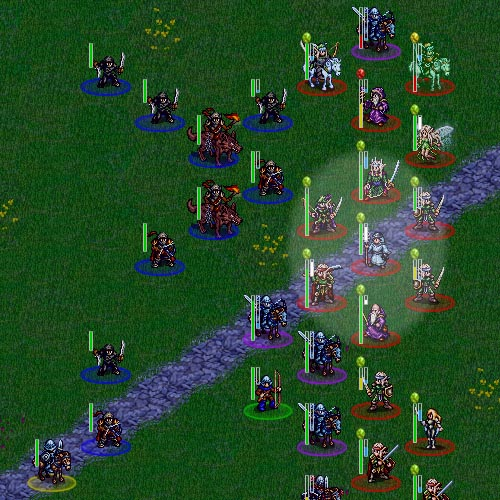
Une impression d'écran du jeu La Bataille pour Wesnoth, publié en 2003.

Le jeu de tactique au tour par tour est un genre de jeu vidéo de stratégie dérivé des jeux de stratégie au tour par tour. Alors que ces derniers comprennent des éléments de stratégie, de gestion des ressources et de tactique, les jeux de tactique au tour par tour se concentrent sur la tactique et sur la manière d’accomplir un objectif, au moyen d'un nombre prédéfini d’unités. Ils se caractérisent généralement par des mécanismes de combats plus riches qui mettent notamment l’accent sur le positionnement des unités.

## Définition
Le jeu de tactique au tour par tour est un genre de jeu vidéo de stratégie dérivé des jeux de stratégie au tour par tour. Alors que ces derniers se caractérisent notamment par des éléments de gestion des ressources, que le joueur doit utiliser de manière optimale, les jeux de tactique au tour par tour mettent de côté cet aspect pour se concentrer sur les combats. Ainsi, si les jeux de stratégie au tour par tour incluent des éléments de stratégie et de tactique, les jeux de tactique au tour par tour n'en conservent que la tactique et la manière d’accomplir un objectif, au moyen d'un nombre prédéfini d’unités. Ils se caractérisent généralement par des mécanismes de combats plus riches qui mettent notamment l’accent sur le positionnement des unités,.
Les jeux de tactique au tour par tour se distinguent également des wargames au tour par tour. Contrairement à ces derniers, ils ne cherchent pas forcement à simuler un conflit armé en s’appuyant sur la réalité historique, ou sur une alternative concevable de la réalité historique. Ils ne visent donc pas à être réalistes et ont souvent pour thème la science-fiction.

## Historique
Les jeux de tactique au tour par tour trouvent leurs origines dans les années 1980 avec la sortie des premiers jeux de Julian Gollop, qui est considéré comme un des précurseurs du genre. Après avoir programmé plusieurs jeux vidéo au cours de ses études, il développe son premier jeu de stratégie au tour par tour – baptisé Nebula – sur ZX Spectrum en 1984. Le jeu n’est pas particulièrement populaire, mais il continue sur sa lancée et développe Rebelstar Raiders, qui sort sur ZX Spectrum la même année. Avec son système de jeu qui se focalise sur la gestion d’une escouade, celui-ci propose une approche inédite de la stratégie au tour par tour et pose les bases du jeu de tactique au tour par tour, bien qu’il soit dépourvu de mode solo. Julian Gollop développe ensuite Chaos (1985) puis Rebelstar (1986) qu’il dote notamment d’une intelligence artificielle afin de donner au joueur la possibilité de jouer seul contre l’ordinateur. En 1988, il fonde le studio Mythos Games et publie Rebelstar II (1988) et surtout Laser Squad (1988), qui pose les bases de la série X-COM. Cette dernière débute avec UFO: Enemy Unknown (1994) qui reprend le système de combat tactique de Laser Squad en y ajoutant une dimension stratégique avec des éléments de gestion des ressources. Particulièrement populaire, celui-ci donne lieu à de nombreuses suites et adaptation dont notamment X-COM: Terror from the Deep (1995) et X-COM: Apocalypse (1997). La même année, le genre connait un autre succès commercial avec Jagged Alliance (1994) de Sir-Tech dans lequel le joueur commande une bande de mercenaire et affronte un dictateur. Il bénéficie lui aussi de plusieurs suites, dont Jagged Alliance: Deadly Games (1995) et Jagged Alliance 2 (1999). D’autres studios s’essaye ensuite au genre dont Red Storm Entertainment avec Shadow Watch (2000), qui s’inspire fortement de Jagged Alliance, ou Interplay avec Fallout Tactics (2001) qui adapte la série Fallout en jeu de tactique au tour par tour.